# Striatoptycholaemus variecollis
Striatoptycholaemus variecollis là một loài bọ cánh cứng trong họ Cerambycidae.